# Paliza
Die Paliza, genauer Paliza di Lagosta  (kroatisch lastovska palica), war ein niederösterreichisches Längenmaß mit dem Geltungsbereich Kronland Dalmatien. Das Maß wurde durch eine österreichische kaiserliche Verordnung vom 14. August 1856 als gesetzlich für Dalmatien erklärt und am 1. August 1858 eingeführt.
- 1 Paliza di Lagosta = 1/2 Ragusaer Schritt (Passo di Ragusa) = 1,0251 Meter[1]
- 1 Paliza di Lagosta = 0,54004 Klafter (niederösterreichische)[2]

Im Umkehrschluss:
- 1 Klafter (niederösterreichische) = 0,46246 Paliza di Lagosta